# Dyskografia Linkin Park
Dyskografia Linkin Park – amerykańskiego zespołu rockowego składa się z ośmiu albumów studyjnych, dwóch albumów remiksowych, pięciu albumów koncertowych, siedemnastu minialbumów, trzydziestu sześciu singli oraz dwóch wideo.
Zespół powstał w Los Angeles w 1996. Założycielami grupy byli Mike Shinoda (wokal, gitary, instrumenty klawiszowe), Brad Delson (gitara) i Rob Bourdon (perkusja). W tym samym roku dołączyli również Joseph Hahn (DJ, instrumenty klawiszowe) i Dave Farrell (gitara basowa). Ponadto w 1999 do zespołu dołączył Chester Bennington (wokal). Debiutancki album grupy, Hybrid Theory, został wydany 24 października 2000 i zajął 2. miejsce na liście Billboard 200. Ponadto zajął 7. miejsce na liście najlepiej sprzedających się albumów dekady oraz uzyskał status diamentowej płyty w Stanach Zjednoczonych i poczwórnej platyny w Europie. Czwarty singel z albumu, „In the End”, zajął 2. miejsce na liście Billboard Hot 100 (najwyższe jak dotąd miejsce singla Linkin Park na tej liście). 25 marca 2003 został wydany drugi album grupy, Meteora, który zadebiutował na 1. miejscu listy Billboard 200 i stał się trzecim najlepiej sprzedającym się albumem roku. W 2007 ich trzeci album studyjny, Minutes to Midnight, również zadebiutował na 1. miejscu listy Billboard 200, sprzedając 623 000 kopii w pierwszym tygodniu. Wydany 8 września 2010 album A Thousand Suns jest trzecim z rzędu, który zadebiutował na 1. miejscu Billboard 200. Ponadto grupa wydała dwa albumy remiksowe – Reanimation (2002) i Collision Course (2004) – które uzyskały status platynowej płyty w Stanach Zjednoczonych. 17 czerwca 2014 roku na półkach w sklepach ukazał się najnowszy album studyjny grupy zatytułowany The Hunting Party.
Linkin Park sprzedał ponad 70 milionów albumów na całym świecie i wygrał dwie nagrody Grammy
za single „Crawling” oraz „Numb/Encore”. Grupa wyprodukowała dziewięć singli, które zajęły pierwsze miejsce na liście Modern Rock Tracks i jest drugim w historii zespołem, którego trzy lub więcej singli utrzymywało się przez ponad dziesięć tygodni na tej liście.

## Albumy studyjne
| Rok  | Dane dot. albumu | Pozycje na listach przebojów | Pozycje na listach przebojów | Pozycje na listach przebojów | Pozycje na listach przebojów | Pozycje na listach przebojów | Pozycje na listach przebojów | Pozycje na listach przebojów | Pozycje na listach przebojów | Pozycje na listach przebojów | Pozycje na listach przebojów | Pozycje na listach przebojów | Pozycje na listach przebojów | Pozycje na listach przebojów | Pozycje na listach przebojów | Certyfikat |
| Rok  | Dane dot. albumu | USA                          | AUS                          | AUT                          | BEL (FLA)                    | CRO Strana Lista             | DEU                          | IRL                          | ITA                          | JPN                          | NLD                          | NZL                          | POL                          | SWE                          | GBR                          | Certyfikat |
| ---- | --- | ---------------------------- | ---------------------------- | ---------------------------- | ---------------------------- | ---------------------------- | ---------------------------- | ---------------------------- | ---------------------------- | ---------------------------- | ---------------------------- | ---------------------------- | ---------------------------- | ---------------------------- | ---------------------------- | --- |
| 2000 | Hybrid Theory - Wydany: 24 października 2000 - Wytwórnia: Warner Bros. - Format: CD, MC, LP, digital download           | 2                            | 2                            | 2                            | 3                            | –                            | 2                            | 6                            | 2                            | 19                           | 13                           | 1                            | 10                           | 4                            | 4                            | - USA: diamentowa płyta - AUS: 5× platynowa płyta - AUT: platynowa płyta - DEU: 5× złota płyta - NZL:5× platynowa płyta - POL: platynowa płyta - GBR: 4× platynowa płyta        |
| 2003 | Meteora - Wydany: 25 marca 2003 - Wytwórnia: Warner Bros. - Format: CD, MC, LP, digital download                        | 1                            | 2                            | 1                            | 1                            | –                            | 1                            | 1                            | 1                            | 6                            | 2                            | 1                            | 3                            | 1                            | 1                            | - USA: 3× platynowa płyta - AUS: 4× platynowa płyta - AUT: platynowa płyta - DEU: 3× platynowa płyta - NZL: 2× platynowa płyta - POL: platynowa płyta - GBR: 2× platynowa płyta |
| 2007 | Minutes to Midnight - Wydany: 15 maja 2007 - Wytwórnia: Warner Bros./Machine Shop - Format: CD, LP, digital download    | 1                            | 1                            | 1                            | 2                            | 15                           | 1                            | 1                            | 1                            | 1                            | 2                            | 1                            | 2                            | 1                            | 1                            | - USA: 2× platynowa płyta - AUS: 2× platynowa płyta - AUT: 2x platynowa płyta - DEU: 3× platynowa płyta - NZL: 2× platynowa płyta - POL: złota płyta - GBR: platynowa płyta     |
| 2010 | A Thousand Suns - Wydany: 8 września 2010 - Wytwórnia: Warner Bros./Machine Shop - Format: CD, LP, digital download     | 1                            | 1                            | 1                            | 2                            | 5                            | 1                            | 3                            | 1                            | 2                            | 7                            | 1                            | 2                            | 5                            | 2                            | - USA: złota płyta - AUS: platynowa płyta - AUT: złota płyta - DEU: platynowa płyta - NZL: złota płyta - POL: platynowa płyta - GBR: złota płyta                                |
| 2012 | Living Things - Wydany: 20 czerwca 2012 - Wytwórnia: Warner Bros. - Format: CD, LP, digital download                    | 1                            | 2                            | 1                            | 4                            | 11                           | 1                            | 2                            | 1                            | 2                            | 1                            | 1                            | 1                            | 6                            | 1                            | - AUS: złota płyta - AUT: złota płyta - DEU: złota płyta - POL: złota płyta |
| 2014 | The Hunting Party - Wydany: 17 czerwca 2014 - Wytwórnia: Warner Bros./Machine Shop - Format: CD, LP, digital download   | 3                            | 3                            | 2                            | 3                            | 10                           | 1                            | 6                            | 4                            | 4                            | 8                            | 2                            | 3                            | 27                           | 2                            | - GBR: srebrna płyta - AUT: złota płyta - POL: złota płyta |
| 2017 | One More Light - Wydany: 19 maja 2017 - Wytwórnia: Warner Bros./Machine Shop - Format: CD, LP, digital download         | 1                            | 3                            | 1                            |                              |                              | 2                            | 6                            |                              |                              |                              |                              |                              |                              | 4                            | - POL: złota płyta |
| 2024 | From Zero - Wydany: 15 listopada 2024 - Wytwórnia: Warner Bros./Machine Shop - Format: CD, LP, Kasety, digital download | Nie wydany                   | Nie wydany                   | Nie wydany                   | Nie wydany                   | Nie wydany                   | Nie wydany                   | Nie wydany                   | Nie wydany                   | Nie wydany                   | Nie wydany                   | Nie wydany                   | Nie wydany                   | Nie wydany                   | Nie wydany                   | Nie wydany |

## Albumy remiksowe
| 2002                                                    | Reanimation - Wydany: 30 lipca 2002 - Wytwórnia: Warner Bros. - Format: CD, DVD-A, LP, digital download                                  | 2  | 16 | 2 | 12 | 3 | 4  | –  | 32 | 4 | 8  | 10 | 18 | 3  | - USA: platynowa płyta - AUT: złota płyta - DEU: złota płyta - NZL: złota płyta            |
| 2004                                                    | Collision Course (wraz z Jayem-Z) - Wydany: 30 listopada 2004 - Wytwórnia: Warner Bros., Machine Shop - Format: CD, LP, digital download | 1  | 8  | 5 | 19 | 5 | 6  | 19 | 9  | 9 | 4  | 31 | 9  | 15 | - USA: platynowa płyta - AUT: złota płyta - DEU: platynowa płyta - IRL: 2× platynowa płyta |
| 2013                                                    | Recharged - Wydany: 29 października 2013 - Wytwórnia: Warner Bros. - Format: CD, DVD-A, CS, LP, Download                                 | 10 | 9  | 9 | 28 | 4 | 41 | 16 | –  | 9 | 12 | –  | –  | –  |                                                                                            |
| „–” oznacza, że album nie był notowany na danej liście. | |    |    |   |    |   |    |    |    |   |    |    |    |    |                                                                                            |

## Albumy koncertowe
| 2003                                                    | Live in Texas - Wydany: 18 listopada 2003 - Wytwórnia: Warner Bros., Machine Shop - Format: CD (+DVD), LP, digital download                         | 23 | 18 | 5  | 25 | 9  | 67 | –  | 13 | 43 | 17 | 21 | 45 | 47 | - USA: platynowa płyta - AUT: złota płyta - DEU: 3× złota płyta - NZL: złota płyta - GBR: złota płyta |
| 2008                                                    | Road to Revolution: Live at Milton Keynes - Wydany: 24 listopada 2008 - Wytwórnia: Warner Bros., Machine Shop - Format: CD (+DVD), digital download | 41 | 24 | 14 | 47 | 11 | 81 | 17 | 6  | 54 | 17 | 43 | 54 | 58 | |
| 2017                                                    | One More Light Live - Wydany: 15 grudnia 2017 - Wytwórnia: Warner Bros., Machine Shop - Format: CD, digital download                                |    |    |    |    |    |    |    |    |    |    |    |    |    | |
| „–” oznacza, że album nie był notowany na danej liście. | |    |    |    |    |    |    |    |    |    |    |    |    |    | |

## EP
| 1998                                                    | Hybrid Theory EP (Underground 1.0) - Wydany: 31 grudnia 1998 - Wytwórnia: Mix Media - Format: CD                    | –  | –  | –  | –  |
| 2001                                                    | Linkin Park Underground 2.0 - Wydany: 31 grudnia 2001 - Wytwórnia: Machine Shop - Format: CD                        | –  | –  | –  | –  |
| 2002                                                    | Linkin Park Underground 3.0 - Wydany: 31 grudnia 2002 - Wytwórnia: Machine Shop - Format: CD                        | –  | –  | –  | –  |
| 2003                                                    | Linkin Park Underground 4.0 - Wydany: 31 grudnia 2003 - Wytwórnia: Machine Shop - Format: CD                        | –  | –  | –  | –  |
| 2004                                                    | Linkin Park Underground 5.0 - Wydany: 31 grudnia 2004 - Wytwórnia: Machine Shop - Format: CD                        | –  | –  | –  | –  |
| 2005                                                    | Linkin Park Underground 6.0 - Wydany: 31 grudnia 2005 - Wytwórnia: Machine Shop - Format: CD                        | –  | –  | –  | –  |
| 2006                                                    | Linkin Park Underground 7.0 - Wydany: 31 grudnia 2006 - Wytwórnia: Warner Bros., Machine Shop - Format: CD          | –  | –  | –  | –  |
| 2007                                                    | MMM...Cookies (Underground 8.0) - Wydany: 31 grudnia 2007 - Wytwórnia: Warner Bros. - Format: CD                    | –  | –  | –  | –  |
| 2008                                                    | Songs from the Underground - Wydany: 27 listopada 2008 - Wytwórnia: Warner Bros. - Format: CD                       | 56 | 10 | 42 | 9  |
| 2008                                                    | Linkin Park Underground 9.0: Demos - Wydany: 31 grudnia 2008 - Wytwórnia: Machine Shop - Format: CD, LP             | 73 | 29 | 66 | 23 |
| 2010                                                    | Linkin Park 8-bit Rebellion - Wydany: 26 kwietnia 2010 - Wytwórnia: Warner Bros. - Format: digital download         | –  | –  | –  | –  |
| 2010                                                    | A Decade Underground - Wydany: 10 sierpnia 2010 - Wytwórnia: Machine Shop - Format: digital download                | –  | –  | –  | –  |
| 2010                                                    | Linkin Park Underground X: Demos - Wydany: 10 listopada 2010 - Wytwórnia: Machine Shop - Format: CD                 | –  | –  | –  | –  |
| 2010                                                    | 2011 North American Tour - Wydany: 20 grudnia 2010 - Format: digital download                                       | –  | –  | –  | –  |
| 2011                                                    | A Thousand Suns: Puerta De Alcalá - Wydany: 25 stycznia 2011 - Wytwórnia: Warner Bros. - Format: digital download   | –  | –  | –  | –  |
| 2011                                                    | iTunes Festival: London 2011 - Wydany: 8 lipca 2011 - Wytwórnia: Warner Bros. - Format: digital download            | –  | –  | –  | –  |
| 2011                                                    | Linkin Park Underground 11: Eleven - Wydany: 15 listopada 2011 - Wytwórnia: Warner Bros. - Format: digital download | –  | –  | –  | –  |
| „–” oznacza, że album nie był notowany na danej liście. | |    |    |    |    |

## Albumy wideo
| Rok  | Dane dot. wydawnictwa                                                                                     | Certyfikat             |
| ---- | --- | ---------------------- |
| 2003 | Frat Party at the Pankake Festival - Wydany: 2 września 2003 - Wytwórnia: Warner Bros. - Format: DVD, VHS | - USA: platynowa płyta |
| 2007 | Breaking the Habit (DVD) - Wydany: 3 kwietnia 2007 - Wytwórnia: Locomotive Music - Format: DVD            |                        |

## Single
| 2000                                                     | „One Step Closer”                             | 75 | 5  | 4  | 38 | –  | 32 | –  | –  | 57  | –  | 46 | 24 | - AUS: złota płyta                                                                      | Hybrid Theory                                   |
| 2001                                                     | „Crawling”                                    | 79 | 5  | 33 | 8  | 25 | 14 | 16 | –  | 45  | 37 | 27 | 16 |                                                                                         | Hybrid Theory                                   |
| 2001                                                     | „Papercut”                                    | –  | 32 | –  | 43 | –  | 49 | 27 | –  | 39  | –  | –  | 14 |                                                                                         | Hybrid Theory                                   |
| 2001                                                     | „In the End”                                  | 2  | 1  | 4  | 6  | 12 | 13 | 16 | 5  | 11  | 10 | 3  | 8  | - USA: złota płyta                                                                      | Hybrid Theory                                   |
| 2002                                                     | „Pts.Of.Athrty”                               | –  | 29 | 44 | 47 | –  | 31 | 25 | –  | 54  | –  | 45 | 9  |                                                                                         | Reanimation                                     |
| 2003                                                     | „Somewhere I Belong”                          | 32 | 1  | 13 | 16 | 33 | 12 | 4  | 13 | 14  | 1  | 19 | 10 | - AUS: złota płyta                                                                      | Meteora                                         |
| 2003                                                     | „Faint”                                       | 48 | 1  | 25 | 27 | 44 | 40 | 26 | –  | 20  | –  | 49 | 15 |                                                                                         | Meteora                                         |
| 2003                                                     | „Numb”                                        | 11 | 1  | 10 | –  | 48 | 19 | 16 | 18 | 82  | 13 | 23 | 14 | - USA: platynowa płyta - AUS: złota płyta                                               | Meteora                                         |
| 2004                                                     | „From the Inside”                             | –  | –  | 37 | 42 | –  | 35 | –  | –  | –   | 50 | 54 | –  |                                                                                         | Meteora                                         |
| 2004                                                     | „Lying from You”                              | 58 | 1  | –  | –  | –  | –  | –  | –  | –   | –  | –  | –  |                                                                                         | Meteora                                         |
| 2004                                                     | „Breaking the Habit”                          | 20 | 1  | 23 | 43 | –  | 25 | 46 | –  | 41  | 27 | –  | 39 |                                                                                         | Meteora                                         |
| 2004                                                     | „Numb/Encore” (& Jay–Z)                       | 20 | –  | 3  | 3  | 7  | 4  | 1  | –  | 5   | –  | 5  | 14 | - USA: platynowa płyta - AUS: platynowa płyta - AUT: złota płyta - DEU: platynowa płyta | Collision Course                                |
| 2007                                                     | „What I’ve Done”                              | 7  | 1  | 13 | 8  | 26 | 4  | 15 | 3  | 28  | 9  | 6  | 6  | - USA: 2× platynowa płyta - DEU: złota płyta                                            | Minutes to Midnight                             |
| 2007                                                     | „Bleed It Out”                                | 52 | 2  | 24 | 43 | 22 | 40 | 43 | –  | 79  | 7  | 14 | 29 | - USA: platynowa płyta                                                                  | Minutes to Midnight                             |
| 2007                                                     | „Shadow of the Day”                           | 15 | 2  | 15 | 6  | 2  | 12 | –  | –  | –   | 13 | 20 | 46 | - USA: platynowa płyta                                                                  | Minutes to Midnight                             |
| 2008                                                     | „Given Up”                                    | 99 | 4  | –  | –  | –  | 53 | –  | –  | –   | –  | –  | –  |                                                                                         | Minutes to Midnight                             |
| 2008                                                     | „Leave Out All the Rest”                      | 94 | 11 | 24 | 17 | –  | 15 | –  | –  | –   | 38 | 42 | 90 | - USA: złota płyta                                                                      | Minutes to Midnight                             |
| 2008                                                     | „We Made It” (Busta Rhymes feat. Linkin Park) | 65 | –  | 37 | 16 | –  | 11 | 12 | –  | –   | 13 | 24 | 10 |                                                                                         | singel promocyjny                               |
| 2009                                                     | „New Divide”                                  | 6  | 1  | 3  | 2  | 1  | 4  | 21 | 19 | 68  | 2  | 13 | 19 | - USA: 2x platynowa płyta - AUS: platynowa płyta - DEU: złota płyta                     | Transformers: Revenge of the Fallen - The Album |
| 2010                                                     | „The Catalyst”                                | 27 | 1  | 33 | 18 | 6  | 11 | –  | –  | 95  | 27 | 31 | 40 | - USA: złota płyta                                                                      | A Thousand Suns                                 |
| 2010                                                     | „Waiting for the End”                         | 42 | 1  | –  | 34 | 20 | 29 | –  | –  | –   | –  | –  | 90 | - USA: złota płyta                                                                      | A Thousand Suns                                 |
| 2011                                                     | „Burning in the Skies”                        | –  | –  | –  | 35 | –  | 43 | –  | –  | –   | –  | –  | –  |                                                                                         | A Thousand Suns                                 |
| 2011                                                     | „Iridescent”                                  | 81 | 19 | 39 | 52 | –  | 46 | –  | –  | –   | –  | –  | 93 |                                                                                         | A Thousand Suns                                 |
| 2012                                                     | „Burn It Down”                                | 30 | 1  | 41 | 10 | 6  | 2  | –  | –  | 59  | 13 | –  | 27 | - DEU: złota płyta                                                                      | Living Things                                   |
| 2012                                                     | „Lost in the Echo”                            | 95 | –  | –  | –  | –  | 68 | –  | –  | –   | –  | –  | –  |                                                                                         | Living Things                                   |
| 2012                                                     | „Castle of Glass”                             | –  | –  | –  | 2  | –  | 10 | –  | –  | –   | –  | –  | –  |                                                                                         | Living Things                                   |
| 2017                                                     | „Heavy” (feat. Kiiara)                        | 45 | 22 | 33 | 9  | 4  | 12 | 70 | 59 | 100 | 35 | 82 | 43 |                                                                                         | One More Light                                  |
| 2017                                                     | „One More Light”                              |    |    |    |    |    |    |    |    |     |    |    |    | - POL: platynowa płyta                                                                  | One More Light                                  |
| 2023                                                     | „Lost”                                        |    |    |    |    |    |    |    |    |     |    |    |    |                                                                                         | Meteora 20th Anniversary Edition                |
| 2024                                                     | „Friendly Fire”                               |    |    |    |    |    |    |    |    |     |    |    |    |                                                                                         | Papercuts                                       |
| 2024                                                     | „The Emptiness Machine”                       |    |    |    |    |    |    |    |    |     |    |    |    | - POL: złota płyta                                                                      | From Zero                                       |
| 2024                                                     | „Heavy Is the Crown”                          |    |    |    |    |    |    |    |    |     |    |    |    |                                                                                         | From Zero                                       |
| 2024                                                     | „Over Each Other”                             |    |    |    |    |    |    |    |    |     |    |    |    |                                                                                         | From Zero                                       |
| 2024                                                     | „Two Faced”                                   |    |    |    |    |    |    |    |    |     |    |    |    |                                                                                         | From Zero                                       |
| 2025                                                     | „Up From The Bottom”                          |    |    |    |    |    |    |    |    |     |    |    |    |                                                                                         | From Zero (Deluxe Edition)                      |
| 2025                                                     | „Unshatter”                                   |    |    |    |    |    |    |    |    |     |    |    |    |                                                                                         | From Zero (Deluxe Edition)                      |
| „–” oznacza, że singel nie był notowany na danej liście. |                                               |    |    |    |    |    |    |    |    |     |    |    |    |                                                                                         |                                                 |

## Teledyski
| Rok  | Tytuł                    | Reżyser                       |
| ---- | ------------------------ | ----------------------------- |
| 2000 | „One Step Closer”        | Gregory Dark                  |
| 2001 | „Crawling”               | Brothers Strause              |
| 2001 | „Papercut”               | Nathan „Karma” Cox & Joe Hahn |
| 2001 | „In the End”             | Nathan „Karma” Cox            |
| 2001 | „Pts.Of.Athrty”          | Nathan „Karma” Cox            |
| 2002 | „Pts.Of.Athrty”          | Joe Hahn                      |
| 2003 | „Somewhere I Belong”     | Joe Hahn                      |
| 2003 | „Faint”                  | Mark Romanek                  |
| 2003 | „Numb”                   | Joe Hahn                      |
| 2004 | „From the Inside”        | Joe Hahn                      |
| 2004 | „Breaking the Habit”     | Joe Hahn                      |
| 2004 | „Numb/Encore”            | Joe DeMaio & Kimo Proudfoot   |
| 2007 | „What I’ve Done”         | Joe Hahn                      |
| 2007 | „Bleed It Out”           | Joe Hahn                      |
| 2008 | „Shadow of the Day”      | Joe Hahn                      |
| 2008 | „Given Up”               | Mark Fiore & Linkin Park      |
| 2008 | „We Made It”             | Chris Robinson                |
| 2008 | „Leave Out All the Rest” | Joe Hahn                      |
| 2009 | „New Divide”             | Joe Hahn                      |
| 2010 | „Not Alone”              | Bill Boyd                     |
| 2010 | „The Catalyst”           | Joe Hahn                      |
| 2010 | „Waiting for the End”    | Joe Hahn                      |
| 2011 | „Burning in the Skies”   | Joe Hahn                      |
| 2011 | „Iridescent”             | Joe Hahn                      |
| 2012 | „Burn It Down”           | Joe Hahn                      |
| 2012 | „Lost in the Echo”       | Jason Nickel, Jason Zada      |
| 2024 | „Heavy Is the Crown”     | Brunch Studio, Eddy           |